# Nopalucan de la Granja
Nopalucan de la Granja es una localidad del estado mexicano de Puebla. Es cabecera del municipio de Nopalucan.

## Historia
El 5 de noviembre de 1834 fue instalada la primera línea de telégrafo en México, que conectaba el poblado de Nopalucan con la Ciudad de México. La instalación fue hecha por Juan de la Granja. La población fue nombrada «Nopalucan de la Granja» en su honor. En 1851 fue instalado igualmente el primer teléfono de México en esta localidad, con la misma conexión.

## Demografía
| Gráfica de evolución demográfica |
|                                  |

| Censo | Población |
| ----- | --------- |
| 1900  | 2 070     |
| 1910  | 2 063     |
| 1921  | 2 075     |
| 1930  | 2 033     |
| 1940  | 2 187     |
| 1950  | 2 343     |
| 1960  | 2 783     |
| 1970  | 3 002     |
| 1980  | 3 731     |
| 1990  | 4 020     |
| 1995  | 4 940     |
| 2000  | 5 185     |
| 2005  | 5 952     |
| 2010  | 6 789     |
| 2020  | 7 699     |